# Mori, Hokkaido
Mori (japanska: 森町?, Mori-machi) är en landskommun (köping) i Hokkaido prefektur i Japan.  
I kommunen ligger Komagatake, en aktiv vulkan.